# Manne Saathoff
Manne Saathoff (* 12. Mai 1914 in Akelsbarg; † 25. Februar 1948 in Arbeitslager Workuta) war ein deutscher SS-Hauptscharführer und Blockführer im KZ Sachsenhausen.

## Leben
Manne Saathoff war Sohn des Landwirts Menno Saathoff und seiner Ehefrau Margareta. Nach Abschluss der Volksschule im Jahr 1928 arbeitete er bis 1934 auf dem Hof seines Vaters.
Zum 15. Oktober 1934 trat er der SS bei (SS-Nummer 270.680). Von 1934 bis 1936 gehörte er zur Wachmannschaft des KZ Esterwegen. Am 20. Oktober 1936 wurde Saathoff für zwei Jahre zum Militär eingezogen. Anschließend kam er zurück zu den SS-Totenkopfverbänden und bildete am Standort Berlin-Adelsdorf selbst Rekruten aus. Am 15. Juli 1939 wurde er als Blockführer in den Kommandanturstab des KZ Sachsenhausen versetzt. Ab März 1941 wurde er im Zellenbau des KZ Sachsenhausen eingesetzt. Hier bestrafte er zahlreiche Häftlinge durch Peitschenhiebe auf dem Prügelbock. Im Herbst 1941 nahm er am Massenmord an den sowjetischen Kriegsgefangenen teil.
Im Januar 1943 wurde Saathoff als Rapportführer in das neu errichtete KZ Herzogenbusch in den okkupierten Niederlanden versetzt. Anschließend kommandierte ihn die KZ-Inspektion in das KZ Buchenwald. Von hier aus schickte man ihn in das Außenlager Köln-Deutz. Neben seiner Brutalität fiel den Häftlingen vor allem der erhebliche Alkoholkonsum ihres Lagerführers auf. Zum 1. September 1943 wurde er zum Hauptscharführer befördert.
Bei Kriegsende diente er bei einer Artillerie-Einheit der 2. SS-Panzer-Division „Das Reich“ in Passau, wo er in amerikanische Gefangenschaft geriet. Die Amerikaner übergaben ihn den sowjetischen Behörden. Anschließend wurde Saathoff vor einem sowjetischen Militärtribunal im Sachsenhausen-Prozess angeklagt und am 31. Oktober 1947 zu lebenslanger Haft mit Zwangsarbeit verurteilt. Im Februar 1948 starb er im Lager in Workuta, wo er seine Haft verbüßte.